# Артедия
Артедия (лат. Artedia) — монотипный род растущих в Израиле, Ливане и на Кипре травянистых растений из семейства Зонтичные. Род Артедия близок роду Морковь (Daucus).
Единственный вид: Artedia squamata L. — Артедия чешуйчатая.

## Название
Род назван в честь шведского (ингерманландского) натуралиста Петера Артеди (1705—1735), друга Карла Линнея. Артеди был зоологом, одним из основоположников ихтиологии, но также занимался и ботаникой, в первую очередь растениями семейства Зонтичные.
Видовой эпитет, squamata (от лат. squama «чешуя»), объясняется наличием чешуек на плодах.

## Биологическое описание
Артедия — прямостоячее травянистое растение высотой до шестидесяти сантиметров, встречающееся вдоль дорог, на лугах, заброшенных полях.
Листья дважды и триждыперсторассечённые, очень узкие, длиной меньше одного сантиметра.
Цветки собраны в сложные зонтики диаметром до десяти сантиметров, которые состоят из простых зонтиков. Венчики белые. Наружные лепестки краевых цветков в несколько раз увеличены. Центральные цветки — тычиночные. Цветение — в марте-мае.
Опыление осуществляется с помощью насекомых. Для привлечения опылителей в центре соцветия находится чёрно-фиолетовое образование в форме небольшого шарика; оно представляет собой недоразвитые зонтики. На фоне белых лепестков оно хорошо заметно и издалека кажется жуком или мухой, что, возможно, привлекает других жуков и мух.
Плоды — в мелких чешуйках.

## Классификация
К роду Artedia, помимо Artedia squamata, Линней вначале относил также вид Artedia muricata, но позже он включил его в род Daucus (морковь):
Daucus muricatus (L.) L. (1762) [syn.  Artedia muricata L. (1753)]
В 1797 году Петером Симоном Палласом был описан вид встречающихся в Крыму растений; этому виду Паллас дал то же название: Artedia squamata Pall. Сейчас этот вид относят к роду Sanicula (подлесник), а упомянутое название является синонимом названия Sanicula crithmifolia Willd. (1801).